# Giesecke & Devrient
Giesecke+Devrient (G+D) es una empresa alemana con sede en Múnich que ofrece tecnologías de seguridad, tanto en el mundo físico como en el digital. 
La empresa está distribuida en cuatro sectores comerciales desde 2017: G+D Currency Technology, G+D Mobile Security, Veridos (una empresa conjunta con la Bundesdruckerei) y Secunet.
G+D Currency Technology: las soluciones de esta división aumentan la seguridad y la eficiencia de los procesos del ciclo de efectivo, independientemente de que se lleven a cabo en bancos centrales, imprentas de billetes de banco, bancos comerciales y empresas de transporte de valores o casinos.
G+D Mobile Security: suministra productos y soluciones de seguridad para aplicaciones móviles, particularmente para telecomunicaciones y operaciones de pago electrónico.
Veridos: protección de identidades y procesos de Gobierno electrónico: suministra innovadores documentos de identidad de alta seguridad, sistemas de identificación y control de fronteras así como tarjetas de salud.
Secunet: las empresas, las autoridades públicas y las organizaciones internacionales protegen sus infraestructuras de TI y el tráfico de datos con las innovadoras soluciones de seguridad de secunet.
Se puede resumir su alcance, por un lado, a la fabricación de características de seguridad para los billetes, papel moneda, impresión de seguridad, tarjetas inteligentes, sistemas de manipulación de efectivo, y por otro, a la innovación digital en las soluciones de pago. También tiene un departamento de consultoría para el sector de la Seguridad de impresión  y para los Bancos Centrales y su actividad en torno al efectivo.
En cuanto a la fabricación de papel moneda, la compañía está sujeta a reglas estrictas definidas por el Banco Mundial.

## Historia
Fundada en 1852 por Hermann Giesecke y Alphonse Devrient, la firma se especializó inicialmente en la fabricación de Papel moneda.
Giesecke & Devrient proveyó papel moneda durante la inflación en la República de Weimar en la década de 1920, uno de los más prominentes casos de hiperinflación. Imprimió entradas para los Juegos Olímpicos de 1936 en la Alemania nazi y realizó negocios con España durante el régimen de Franco.
En la actualidad, G&D ha expandido sus operaciones incluyendo servicios de procesamiento de papel moneda, la fabricación de tarjetas inteligentes, sistemas de identificación y de pago electrónico. Es el segundo más grande proveedor de papel moneda a nivel mundial, con ingresos anuales de 2.45 billones de dólares. Tiene más de 8000 empleados y 50 subsidiarias alrededor del mundo. La empresa tiene plantas de producción en Múnich, Leipzig (Alemania), Barcelona (España), Ottawa (Canadá) y Kuala Lumpur (Malasia). Es actualmente proveedora de euros al Banco alemán Bundesbank.
En 1989, la empresa introdujo la tecnología Komori para la impresión de papel moneda en Europa.
En 2000, Giesecke & Devrient establecieron una sede en Dulles (Virginia), un suburbio de Washington D. C.
En 2018, Build38 fue fundada como una spin-off de G&D, estableciéndose como entidad independiente para soluciones de seguridad e inteligencia de aplicaciones móviles. La sede está en la ciudad de Múnich, su centro de desarrollo y operaciones en Barcelona y una oficina comercial para ásia-pacífico en Singapur.
La firma produce papel especial para papel moneda, cheques, bonos, certificados, pasaportes, otros documentos de identificación y entradas para espectáculos.
Además de producir billetes para Alemania, G&D ha impreso papel moneda para una gran cantidad de países de todo el mundo, por citar algunos de sus clientes son: Chile, Camboya, Croacia, Etiopía, Guatemala, Perú, Uruguay, Zaire, Nicaragua y Zimbabue.

## Antifalsificación
En noviembre de 2009, Giesecke & Devrient anunció planes para formar una nueva compañía en conjunto con SAP AG y Nokia, llamada Original1, para ofrecer un servicio de autentificación y antifalsificación a nivel global. Esta empresa tendrá sede en Fráncfort del Meno, Alemania. Original1 ofrecerá soluciones de seguridad para toda el mercado, incluyendo servicios de Autentificación, Cifrado del flujo de información y también de bases de datos.